# 海禅寺
海禅寺（かいぜんじ）は、東京都台東区松が谷三丁目にある臨済宗妙心寺派の寺院。振袖火事の後、現在の浅草に移る。妙心寺派江戸四箇寺の1つ。蜂須賀氏が中興開基で庇護あつく、世に「阿波様寺」と呼ばれた。幕末の志士の梅田雲浜や藤井尚弼の墓があることでも知られる。

## 歴史
大雄山と号し、寛永元年（1624年）神田明神の北、妻恋に草創。江戸における妙心寺派触頭のひとつであった。
下総守谷高野（現：茨城県守谷市高野）の大雄山海禅寺（平将門が創建したとされる）を法源地としている。開山の覚印は、常陸国真壁（現：茨城県桜川市真壁）の生まれであると江戸幕府に寺籍調査票の開創由緒で上申している。那須黒羽（現：栃木県大田原市黒羽町）の東山雲厳寺中興開山の無住妙徳禅師の法孫にあたり、妙心寺東海派天縦門派、鉄岫宗崑禅師の法嗣であり妙心寺第132世である。元禄9年（1696年）3月、無礙浄光禅師を諡られた。
海禅寺は正法山妙心寺東海派の江戸府内における最初の寺院であり、最大時には三浦半島、甲斐国など広範囲に子院および塔頭を配し、その数40ヶ寺をこえる大寺院であった。開山忌は12月5日である。

## 塔頭
- 霊梅軒（開基は蜂須賀阿波守。霊梅寺と改称し現地に所在）
- 泊船軒（開基は近藤織部正。先住の隠居所であった荒川区荒川へ移転）
- 寒窓軒（開基は加藤遠江守。廃寺）
- 瑞光庵（開基は松平下総守。松平清道を葬る。廃寺）

## 江戸時代の主な檀家

### 大名
- 蜂須賀家（阿波国徳島藩25.7万石。菩提寺に準じたが、関東大震災後、墓碑銘を残して徳島に改葬された。）
- 小笠原家（豊前国小倉藩15万石。分家の小倉新田藩も。同震災後本家は多磨霊園、分家も国元へ改葬。）
- 土屋家（常陸国土浦藩9.5万石。譜代大名であり、老中や奏者番を務めた。近年土浦市に改葬された。）
- 加藤家（伊予国大洲藩6万石。分家の新谷藩も。同震災後国元に改葬された。）
- 秋田家（陸奥国三春藩5万石。同震災後三春町の高乾院に改葬された。）
- 建部家（播磨国林田藩1万石余。子爵家以降の墓が残る。）

### 旗本
- 曽我家（開基）
- 生駒家（出羽国矢島陣屋8千石の交代寄合。後に大名）
- 近藤家（4.3千石）
- 池田家（3千石。もと播磨・新宮藩1万石）
- 松平家（3千石および1.1千石。能見系）
- 水野家
- 土屋家
- 篠崎家（奥医師） 子院の泊船軒（現在は荒川区町屋）にある。

### 町人
- 三谷三九郎（豪商）

## 関係する著名人
- 寺沢堅高（当寺で自害）
- 竹中重義（当寺で切腹）
- 近藤政成
- 池田頼方（播磨守、浦賀奉行・町奉行などを歴任）
- 賀島政範（徳島藩次席家老。子の政一は男爵を授けられた。現在も墓所が残っている）
- 武田斐三郎
- 梅田雲浜（小倉藩江戸屋敷で病死後、当寺に埋葬）
- 藤井尚弼（小倉藩江戸屋敷で病死後、当寺に埋葬）
- 東洲斎写楽（真偽は不明だが、関東大震災まで墓碑が存在したという。蜂須賀家との関係によるものと推定される）
- 奥村繁次郎（通称は芋繁、明治期に町の学者として有名になる）

## 近隣情報
- 合羽橋道具街（プロ向の厨房器材が豊富）
- 台東区立中央図書館（池波正太郎記念文庫、郷土・資料調査室など）

## 交通アクセス
- つくばエクスプレス浅草駅A1出口より徒歩約7分（経路案内）。
- 銀座線田原町駅3番出口より徒歩約11分（経路案内）。
- 銀座線稲荷町駅3番出口より徒歩約11分（経路案内）。